# Leuchtröhrenglasbläser

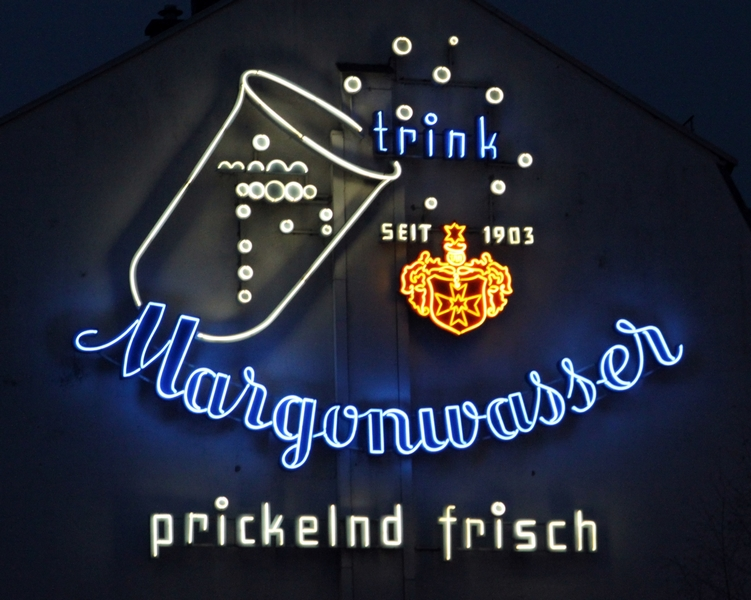
Leuchtreklame

Der Leuchtröhrenglasbläser ist ein staatlich anerkannter Ausbildungsberuf nach Berufsbildungsgesetz.

## Ausbildungsdauer und Struktur
Die Ausbildungsdauer zum Leuchtröhrenglasbläser beträgt in der Regel drei Jahre. Die Ausbildung erfolgt an den Lernorten Betrieb und Berufsschule.

## Arbeitsgebiete
Leuchtröhrenglasbläser stellen aus Glaskolben und Glasröhren Schriftzüge und Buchstaben, aber auch Lichtreklame und Figuren für Beleuchtungsanlagen her. Sie verarbeiten dazu das Glas zu Leuchtröhren, bringen es in die gewünschte Form und befüllen die Röhren mit Edelgasen. Sie bereiten gebrauchte Röhren wieder auf und führen sie bei Bedarf einer umweltgerechten Entsorgung zu.

## Berufsschule
In Deutschland existieren zwei Berufsschulen, die Kaufmännische, Gewerbliche und Hauswirtschaftliche Schule in Wertheim sowie die Staatliche Glasfachschule (Erwin-Stein-Schule) in Hadamar.